# 無腔動物
无腔动物亚门（學名：Acoelomorpha）是異無腔動物門下的一個亚门，擁有浮浪幼虫样动物的特徵。無腔動物差不多完全是水生的，除了兩種淡水物種外，全為海洋動物。牠們棲息在沉積物中，像浮游生物般游泳或在藻類、珊瑚等生物體上爬行。牠們有平衡囊，可以幫助牠們平衡。
無腔動物柔軟的身體缺乏一些兩側對稱動物的關鍵特徵，令學者難以將其分類。牠們最初根據形態特徵被歸入扁形動物門渦蟲綱，後來被認為是后口动物，但有學者將牠們列為一个獨立于真兩側對稱動物（即後口動物和原口動物）的門。經過miRNA分析，若按照親緣分支分類法，無腔動物應為異渦動物的姊妹群，兩者共同組成異無腔動物門這一演化支。

## 解剖
無腔動物非常細小，只長2毫米以下，沒有消化道。消化是由合胞體產生的液泡來包圍吞下的食物。液泡是沒有上皮組織細胞圍堵，不過有時會在口部會有咽連接液泡。所以牠們的身體是實心的。
無腔動物在很多方面都很像扁形動物，但其構造更為簡單。牠們像扁形動物一樣沒有循環系統、呼吸系統或排泄系統。牠們沒有真正的腦部或神經節，只有在表皮下的簡單神經網絡。這個網絡在前端略為密集。感官器官包括平衡囊，一些會有非常原始的單眼來感應光線。
無腔動物是雌雄同體的，但沒有性腺，也沒有雌性的繁殖系統。配偶子是由間葉細胞所生產，間葉細胞充滿了牠們表皮及消化液泡之間的身體。

## 外部連結
- Phylogeny of Lower Worms of the Meiofauna
- Turbellarian taxonomic database